# Morti tutti insieme
Morti tutti insieme è il settimo romanzo del Ciclo di Sookie Stackhouse scritta da Charlaine Harris.

## Trama
Sookie si reca al Fangtasia dove si riunisce con Eric, Pam, Bill, Thalia, Maxwell Lee, Andre - guardia del corpo di Sophie-Anne Leclerq, regina della Louisiana - e Jack Purifoy - passato da mannaro a vampiro dopo che la cugina di Sookie, Hadley, l'aveva trasformato per discutere sulla situazione attuale della tenuta di New Orleans della regina e sull'incontro di vampiri che si sarebbe tenuto di lì a poco. Uno dei problemi fondamentali sembra essere anche la questione di un processo a Sophie-Annie per la morte del marito, l'ex re dell'Arkansas, Peter Threadgill, ucciso durante il ricevimento qualche tempo prima. Jennifer Carter, braccio destro di Peter, sembra decisa a farsi giustizia. Così Sookie viene ingaggiata non solo perché testimone del fatto che la morte di Peter è avvenuta per difesa, ma anche per vagliare la situazione attraverso la telepatia.
Pur controvoglia, alla fine Sookie è costretta a partecipare all'incontro. Intanto che si stanno svolgendo i preparativi per il doppio matrimonio tra Halleigh Robinson con Andy Bellefleur e Portia Bellefluer con Glen Vick, la relazione tra Quinn e Sookie sembra andare a gonfie vele, tanto che la tigre mannara sarà presente all'incontro in quanto parte integrante dell'organizzazione dell'evento. Amelia continua a vivere come coinquilina di Sookie, anche se la strega non è ancora stata in grado di riportare l'attuale gatto Bob nella sua forma originaria, quella umana. Nel frattempo Jason, fratello di Sookie, rivela a quest'ultima che si sarebbe spostato con la pantera mannara Crystal; la sera stessa, al matrimonio, Sookie è costretta a fare da garante a Jason qualora egli venisse meno alla sua promessa, mentre Calvin Norris, zio di Crystal, si prende lui la responsabilità della nipote. Crystal, intanto, è per la terza volta incinta del figlio di Jason dopo due precedenti aborti spontanei.
Comprati i vestiti per l'incontro presso il negozio della sua amica, Tara's Togs, e terminati i preparativi, Sookie parte insieme all'avvocato demonio Cataliades, la nipote Diantha e l'umano specialista in giurisprudenza vampirica Johan Glassport per raggiungere l'albergo per vampiri di Rhodes - "la piramide di Giza" - per mezzo dell'Anubis Air. Arrivati all'hotel, Sookie incontra il suo amico telepate Barry Horowitz, detto Barry il Fattorino, prima di incontrare Sophie-Anne nella sua immensa camera privata. La regina viene poi raggiunta il re del Texas, Stan Davis, accompagnato da Barry per discutere della faccenda riguardante il processo, mentre Sookie e Barry si ritirano. Durante il tragitto vengono minacciati da Jennifer ed incontrano Batanya, una Britlingen venuta a difendere il re del Kentucky. Raccontato tutto a Sophie-Anne, quest'ultima decide di andare a trovare Jennifer nel suo alloggio ma essa viene trovata morta; Christian Baruch, capo dell'albergo, e Todd Donati, capo della sicurezza, finiscono per occuparsi di quel problema.
Durante l'incontro, prima ancora del processo, Russel Edgington, re del Mississippi, e Bartlett Crowe, re dell'Indiana, vengono sposati da Eric, che tramite un corso online è riuscito a diventare un prete della Chiesa dello Spirito Amorevole. Nel frattempo Sookie viene a sapere da Jake alcuni dettagli sconcertanti della vita di Queen: la madre subì una violenza fisica da cui poi nacque una figlia - Frannie; non potendo ripulire ciò che Quinn fece agli aggressori si rivolse ai vampiri e si indebitò con loro. Andre costringe poi Eric e Sookie a creare un altro legame di sangue per tenerli vincolati, prima che Sookie vada a ritirare un bagaglio che sembra essere stato dimenticato dal loro gruppo. Mentre sta portando il bagaglio nell'appartamento della regina, si imbatte in una lattina che si scopre essere una bomba artigianale e che viene, ovviamente, sistemata dagli artificieri, mentre Eric e Quinn sostengono Sookie durante tutto il tempo in cui ha la bomba-lattina in mano. Nonostante la morte di Jennifer il processo contro Sophie-Anne avviene ugualmente, con l'Antica Pizia come giudice di tutto.
Seppur assolta, grazie anche alla telepatia di Sookie che mette fine a quella serie di menzogne, viene sventrato un altro attacco che vede la morte di uno dei testimoni contro Sophie-Anne e il vampiro sicario, un certo Kyle Perkins. Sookie viene incaricata da Erik di andare a cercare informazioni su di lui durante il giorno. Sì reca insieme a Barry a fare la ricerca di Kyle presso i poligoni di tiro con l'arco, finché non trovano la pista giusta. Costretti a tornare più tardi, quando ritornano per ritirare le registrazioni video di Kyle, Sookie e Barry si trovano di fronte ad un massacro e le videocassette tutte bruciate. Intanto Sookie inizia a sospettare di Baruch per tutti gli accadimenti avvenuti finora. Durante la notte Sookie viene svegliata da Barry tramite telepatia, appena poco prima che cominci la tragedia: diverse bombe piazzate all'interno dell'albergo iniziano ad esplodere e il palazzo a crollare. Sookie, Eric, Bill, Cataliades, Quinn, Barry e Frannie riescono a salvarsi, anche se non in ottime condizioni; Sophie-Anne viene invece gravemente danneggiata, tanto da perdere le gambe, Andre muore impalettato da Quinn per evitare che il suo astio per Sookie lo portasse ad approfittare della situazione per ucciderla. Tornata a casa senza Quinn, viene a sapere del matrimonio tra l'amica Tara e JB, anche se qualcosa in Sookie è cambiato dopo quanto vissuto.